# 凶齿豨
凶齿豨属（Daeodon,其名称来自希腊语，δαίος 意思是"凶残的"或"恐怖的", οδον'意为 "牙齿"）
是一属灭绝的偶蹄目豨科物种，生活在2900万~1900万年之间（晚渐新世到早中新世）的北美洲。模式種為肖肖尼凶齿豨（Daeodon shoshonensis），肖肖尼凶齿豨是最大的也是最晚出现的豨科物种，已知该种头骨长达90 cm（3英尺）。该物种曾经广布北美大陆，但是数量一直不多。

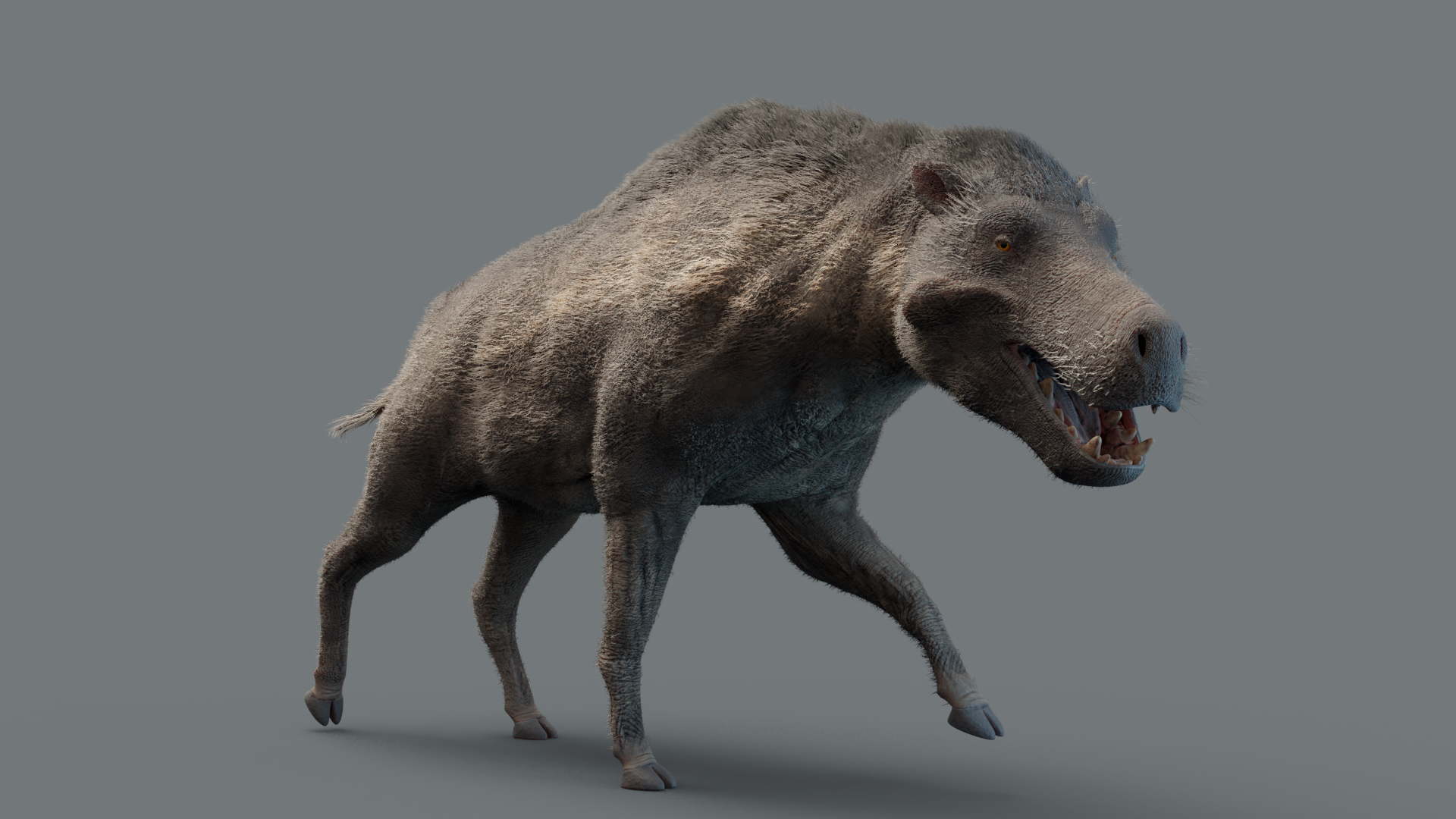
凶齒豨復原圖

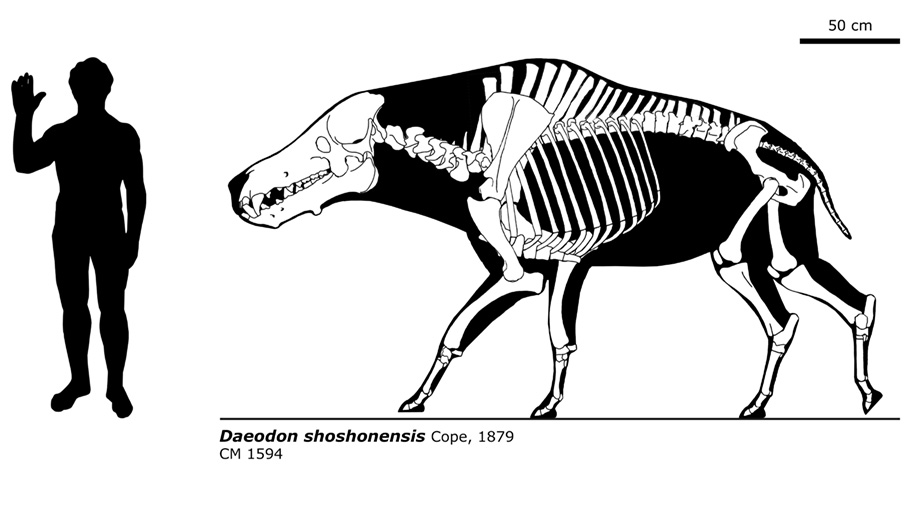
凶齒豨與人體型對比

## 命名
虽然没有愛德華·德林克·科普的原始描述证实，但在希腊语中，凶齿豨学名的意思是"凶残的牙齿"。

## 描述
凶齒豨是目前已知最大型的豨科，目前已知成年顱骨長度可達90 cm（3英尺），肩高則可達1.77米（5.8英尺）。
然而凶齒豨的頸骨並不特別粗壯，其頭顱的重量主要是透過連結至胸椎高聳棘突的肌肉與肌腱來支撐，類似現存的美洲野牛以及白犀牛。